# Navas de Riofrío
Navas de Riofrío egy község Spanyolországban, Segovia tartományban. Navas de Riofrío San Ildefonso, El Espinar, La Losa és Segovia községekkel határos. Lakosainak száma 439 fő (2024).
Legnagyobb nevezetessége a Riofríói királyi palota, a spanyol uralkodók egyik hivatalos rezidenciája.

## Népesség
A település népessége az elmúlt években az alábbi módon változott:
| Lakosok száma | 280  | 343  | 380  | 369  | 423  | 422  | 399  | 394  | 413  | 439  |
|               | 2001 | 2004 | 2007 | 2009 | 2012 | 2014 | 2017 | 2019 | 2022 | 2024 |